# RFL Championship 1938-39
El Championship de 1938-39 fue la 44.º edición del torneo de rugby league más importante de Inglaterra.

## Formato
Los equipos se enfrentaron en formato de todos contra todos, los primeros cuatro equipos clasificaron a postemporada.
Se otorgaron 2 puntos por cada victoria, 1 por el empate y 0 por la derrota.

## Desarrollo

### Tabla de posiciones
| Pos. | Equipo                    | Encuentros | Encuentros | Encuentros | Encuentros | Puntos |
| Pos. | Equipo                    | PJ         | PG         | PE         | PP         | Puntos |
| ---- | ------------------------- | ---------- | ---------- | ---------- | ---------- | ------ |
| 1    | Salford Red Devils        | 40         | 30         | 3          | 7          | 63     |
| 2    | Castleford Tigers         | 40         | 29         | 3          | 8          | 61     |
| 3    | Halifax RLFC              | 40         | 28         | 3          | 9          | 59     |
| 4    | Huddersfield Giants       | 40         | 28         | 2          | 10         | 58     |
| 5    | Leeds Rhinos              | 40         | 25         | 4          | 11         | 54     |
| 6    | Swinton Lions             | 40         | 26         | 1          | 13         | 53     |
| 7    | Warrington Wolves         | 40         | 26         | 0          | 14         | 52     |
| 8    | Barrow Raiders            | 40         | 24         | 3          | 13         | 51     |
| 9    | Wigan Warriors            | 40         | 25         | 0          | 15         | 50     |
| 10   | Widnes Vikings            | 40         | 22         | 3          | 15         | 47     |
| 11   | Wakefield Trinity         | 40         | 20         | 5          | 15         | 45     |
| 12   | Hull FC                   | 40         | 21         | 3          | 16         | 45     |
| 13   | Keighley Cougars          | 40         | 21         | 1          | 18         | 43     |
| 14   | Oldham RLFC               | 40         | 20         | 2          | 18         | 42     |
| 15   | Hunslet FC                | 40         | 19         | 4          | 17         | 42     |
| 16   | Bradford Northern         | 40         | 19         | 1          | 20         | 39     |
| 17   | Hull Kingston Rovers      | 40         | 18         | 3          | 19         | 39     |
| 18   | York FC                   | 40         | 18         | 2          | 20         | 38     |
| 19   | Liverpool Stanley         | 40         | 18         | 1          | 21         | 37     |
| 20   | Broughton Rangers         | 40         | 18         | 1          | 21         | 37     |
| 21   | St Helens RFC             | 40         | 17         | 0          | 23         | 34     |
| 22   | Featherstone Rovers       | 40         | 13         | 2          | 25         | 28     |
| 23   | Batley Bulldogs           | 40         | 11         | 1          | 28         | 23     |
| 24   | St Helens Recreation RLFC | 40         | 11         | 0          | 29         | 22     |
| 25   | Bramley RLFC              | 40         | 8          | 5          | 27         | 21     |
| 26   | Leigh Centurions          | 40         | 7          | 3          | 30         | 17     |
| 27   | Dewsbury Rams             | 40         | 5          | 2          | 33         | 12     |
| 28   | Rochdale Hornets          | 40         | 4          | 0          | 36         | 8      |

|  | Clasificados a postemporada. |

### Postemporada

#### Semifinal
| 29 de abril de 1939 | Castleford Tigers | 21 - 4 | Halifax RLFC |  |  |

| 29 de abril de 1939 | Salford Red Devils | 15 - 0 | Huddersfield Giants |  |  |

#### Final
| 13 de mayo de 1939 | Salford Red Devils | 8 - 6 | Castleford Tigers | Leeds Road, Huddersfield |  |

| Bandera de Inglaterra      |
| Campeón Salford Red Devils |
| Cuarto título              |